# آلیتا داناگولیان
آلیتا سرگئی داناگولیان (ارمنی: Ալիտա Սերգեյի Դանագուլյան؛ ۴ ژانویهٔ ۱۹۳۷ - تاریخ مرگ ۲۵ مارس ۲۰۲۴) یک فیزیک‌دان و استاد اهل ارمنستان بود.

## زندگی‌نامه
وی در ۴ ژانویهٔ ۱۹۳۷ در نور بایزت به دنیا آمد و در سال ۱۹۵۸ از دانشگاه دولتی ایروان فارغ‌التحصیل شد. وی همچنین برندهٔ جوایزی همچون مدال طلای دانشگاه دولتی ایروان (۲۰۰۷) شده است.

## عضویت
- عضو انجمن فیزیکدانان ارمنستان[ب] (۱۹۹۳)
- عضو جامعه علمی بنیاد جهانی نوآوری (WIF، انگلستان)[پ] (۲۰۰۲)
- ریاست گروه فیزیکدانان زن ارمنستانی سازمان بین‌المللی زنان فیزیکدان[ت] (۲۰۰۲).

## یادداشت
1. ↑  ԵՊՀ ոսկե մեդալ
2. ↑  Member of the Armenian Society of Physicists
3. ↑  Member of the scientific community of the World Innovation Foundation (WIF , England)
4. ↑  Head of the group of Armenian female physicists of the international organization Women in Physics